# Songs of Faith and Devotion Live
Songs of Faith and Devotion Live är ett livealbum med Depeche Mode, släppt den 6 december 1993.

## Låtförteckning
1. "I Feel You" (7:11)
2. "Walking In My Shoes" (6:41)
3. "Condemnation" (3:56)
4. "Mercy In You" (4:20)
5. "Judas" (5:01)
6. "In Your Room" (6:47)
7. "Get Right With Me" (3:11)
8. "Rush" (4:35)
9. "One Caress" (3:35)
10. "Higher Love" (7:30)